# Manōlīs Glezos
Manolis Glezos (AFI: [maˈnolis ˈɣlezos]; in greco: Μανώλης Γλέζος), all'anagrafe Emmanouil Glezos (AFI: [imanuˈil ˈɣlezos]; in greco: Εμμανουήλ Γλέζος) (Apiranthos, 9 settembre 1922 – Atene, 30 marzo 2020) è stato uno scrittore, politico e partigiano greco.
Nel 1935 si trasferì con la famiglia ad Atene, dove frequentò le scuole superiori, mantenendosi agli studi con il lavoro presso una farmacia. Nel 1940 si iscrisse alla "Alta scuola di studi economici e commerciali" ora "Università di Economia di Atene".

## 1939-1945
Nel 1939, quand'era ancora studente delle superiori, Glezos partecipò alla creazione di un gruppo giovanile antifascista, contro l'occupazione italiana del Dodecaneso e la dittatura di Ioannis Metaxas.
Al momento in cui l'Italia invase la Grecia (28 ottobre 1940), Glezos chiese di andare al fronte in Albania contro l'invasore, ma la domanda fu respinta perché troppo giovane. Lavorò dunque come volontario per il Ministero dell'Economia. Durante la successiva occupazione tedesca lavorò per la Croce Rossa greca e il comune di Atene; contemporaneamente si impegnò attivamente nella Resistenza.
Il 30 maggio del 1941, insieme al compagno e amico Apostolos Santas, si arrampicò sull'Acropoli e ne strappò via la bandiera con la svastica, che vi sventolava dal 27 aprile 1941, quando le truppe tedesche erano entrate ad Atene. Alla bandiera tedesca sostituì quella nazionale greca. Fu il primo clamoroso atto della resistenza in Grecia, uno dei primi in Europa. Ispirò molti, e non solo greci, a resistere all'occupazione tedesca e italiana.
I due autori vennero attivamente ricercati e furono condannati a morte in contumacia. Glezos fu catturato dalle forze di occupazione tedesche il 24 marzo 1942 e fu pesantemente torturato. In seguito a questo trattamento, si ammalò gravemente di tubercolosi. Liberato a causa delle sue condizioni di salute, fu nuovamente arrestato il 21 aprile 1943, stavolta dalle forze di occupazione italiane, e tenuto tre mesi in prigione, fino a che fu liberato in conseguenza della caduta del fascismo nel luglio del 1943.
Il 7 febbraio 1944 fu arrestato di nuovo, stavolta dai collaborazionisti greci dei tedeschi. Passò nuovamente sette mesi e mezzo in prigione, finché riuscì ad evadere il 21 settembre dello stesso anno.

## 1946-1974
La fine della Seconda guerra mondiale non segnò la fine della repressione, né per Glezos né per molti militanti greci. Il 3 marzo 1948, nel corso della guerra civile greca, fu processato per le sue convinzioni politiche e condannato a morte dal governo di destra. Tuttavia la sentenza non fu eseguita, anche a causa di un vasto movimento dell'opinione pubblica internazionale in favore dell'eroe della resistenza. La pena nel 1950 fu ridotta all'ergastolo.
Mentre era ancora detenuto, Glezos fu eletto al Parlamento nazionale nella lista della Sinistra Democratica Unita (Ενιαία Δημοκρατική Αριστερά, ΕΔΑ - EDA). Durante la campagna elettorale, intraprese un duro sciopero della fame per ottenere la liberazione dei suoi compagni parlamentari dell'EDA che erano in prigione o al confino politico nelle isole. Terminò lo sciopero della fame quando 7 parlamentari dell'EDA furono liberati. Anch'egli fu poi rimandato a casa, il 16 luglio 1954. Il 5 dicembre 1958 fu di nuovo arrestato sotto l'accusa di spionaggio, che era il pretesto per perseguitare gli esponenti della sinistra durante la Guerra fredda. Il suo nuovo rilascio, il 15 dicembre 1962, fu il risultato di una vasta campagna, in Grecia e all'estero. Durante questa nuova detenzione, fu di nuovo eletto parlamentare dell'EDA nel 1961.
Al momento del Colpo di Stato del 21 aprile 1967, Glezos fu arrestato alle due di notte, insieme al resto dei leader politici. Durante il Regime dei colonnelli, la dittatura militare guidata da Geōrgios Papadopoulos, subì ancora quattro anni di prigione e "confino", fino al 1971.
Nel complesso la persecuzione politica di Glezos, durante la Seconda guerra mondiale, nel dopoguerra e durante la dittatura, gli procurò 11 anni e 4 mesi di carcere e 4 anni e mezzo di "esilio" nelle isole.

## Dopo il 1975

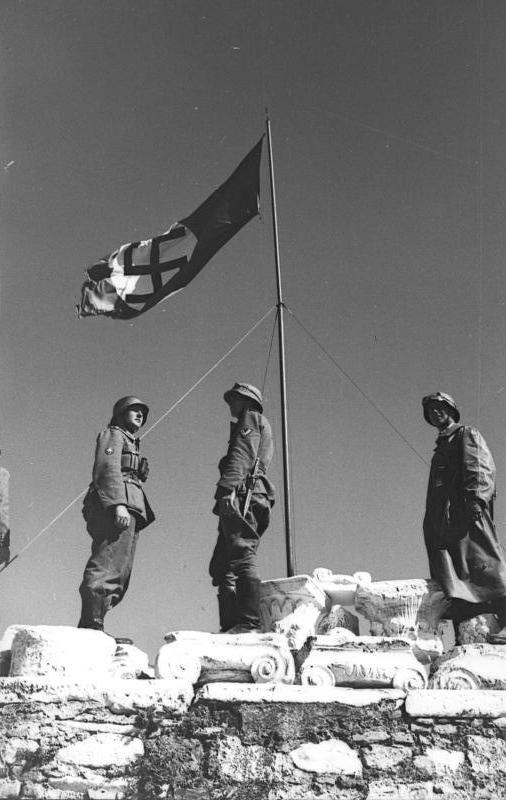
La bandiera con la svastica sull'Acropoli.

Dopo la trasformazione democratica (1974), Glezos partecipò alla resurrezione dell'EDA. Nelle elezioni del 1981 e del 1985 fu eletto al Parlamento in liste del PASOK (Movimento Socialista Panellenico), uno dei due maggiori partiti greci. Fu presidente dell'EDA dal 1985 al 1989. Nel frattempo, nel 1986, si era dimesso dal Parlamento per tentare di dar vita a un esperimento di "democrazia di base".

Si recò nel piccolo villaggio di Aperathu, nell'isola di Naxos, dove fu eletto Presidente del consiglio comunale alle elezioni del 1986. Allora abolì le prerogative del Consiglio stesso, introducendo una "Costituzione" e stabilendo che la locale assemblea avesse il controllo totale dell'amministrazione comunale. Questo modello fu applicato per alcuni anni, ma a lungo andare l'interesse del resto della comunità venne meno e il regime assembleare fu abbandonato.
Glezos rimase Presidente fino al 1989. Alle elezioni legislative del 2000, egli guidò la lista del Coalizione della Sinistra, dei Movimenti e dell'Ecologia, coalizione di forze di sinistra. Nel 2002 fondò il gruppo politico "Cittadini Attivi", che entrò a far parte del SYRIZA, alleanza tra il Synaspismos e altri partiti minori della sinistra radicale greca. In quell'occasione si candidò a prefetto dell'Attica.
Dal 2008 Glazos è Presidente del Consiglio Nazionale per le Riparazioni dell'Occupazione Tedesca, membro del Consiglio Nazionale per le Riparazioni di Guerra Tedesche e del Consiglio Nazionale per le Riparazioni di Guerra.
È stato eletto parlamentare europeo per SYRIZA in occasione delle elezioni europee del 2014. Ha rassegnato le dimissioni l'8 luglio 2015, quando è stato sostituito da Nikolaos Chountis. È candidato con Unità Popolare alle parlamentari del settembre 2015, ma non sarà eletto a causa del mancato raggiungimento della soglia di sbarramento da parte della lista.

## Riconoscimenti
Glezos ha ricevuto numerosi riconoscimenti durante la sua vita:

## Produzione letteraria e scientifica
Manolis Glezos ha scritto articoli su riviste greche fin dal 1942 ed è stato editore dei giornali "Rizospastis" e "Avgi" negli anni Cinquanta.
Ha pubblicato sei libri in greco:
- "La storia del Libro" («Η ιστορία του βιβλιού», 1974);
- "Dalla dittatura alla democrazia" («Από τη δικτατορία στη ∆ημοκρατία», 1974);
- "Il fenomeno dell'alienazione nel linguaggio" («Το φαινόμενο της αλλοτρίωσης στη γλώσσα», 1977);
- "La coscienza della terra petrosa", («Η συνείδηση της πετραίας γης», 1997).
- "Hydor, Aura, Nero", («Ύδωρ, Αύρα, Νερό», 2001).
- "Resistenza nazionale 1940-1945", («Εθνική Αντίσταση 1940-1945», 2006).